# Бацкине
Бацкине (рос. Бацкино) — село в Дятьковському районі Брянської області Російської Федерації.
Населення становить 139 осіб. Входить до складу муніципального утворення Ивотське міське поселення.

## Історія
Від 2005 року входить до складу муніципального утворення Ивотське міське поселення.

## Населення
| 2010 | 2013 |
| ---- | ---- |
| 122  | ↗139 |